# گاودد
گاودد (نام علمی: Symbos cavifrons) نام یک گونه از زیرخانواده گاویان است.